# Липовець (Дрогобицький повіт)
Ли́повець — колишнє окреме село, а тепер — південна частина села Вороблевичі Меденицької громади Дрогобицького району Львівської області. 

## Історія
Перша писемна згадка про поселення, за даними рукописних джерел В. Макарського, припадає на 1743 р. — Lipowiec.
У 1773 р. в Галичині, після її приєднання до імперії Габсбургів, здійснили адміністративну реорганізацію краю. Поселення Липовець опинилось у Дрогобицькому районі Самбірського крайсу (округу) Королівства Галичини та Володимирії Австрійської монархії.
У 1805-1918 рр. належало до Дрогобицького повіту (нім. Gebiet, пол. powiat)) Самбірського округу (крайсу, циркула (нім. Kreis, пол. cyrkuł)) Королівства Галичини та Володимирії Австро-Угорщини. У 1880 р. було 510 жителів у селі та 10 мешканців на землях фільварку, з них 255 греко-католиків і 265 римо-католиків.
На 1 січня 1939 року в селі мешкало 880 осіб, з них 310 українців-греко-католиків, 490 українців-римокатоликів, 10 поляків, 60 польських колоністів міжвоєнного періоду і 10 євреїв. Село належало до ґміни Рихтичі Дрогобицького повіту Львівського воєводства.
За часів УРСР, станом на 01 вересня 1940 р., село Липовець належало до Липовецької сільської ради Дрогобицького району Дрогобицької області. Воно позначене на карті Дрогобицької області за 1940 р.
У період нацистської окупації під час Другої світової війни, зі серпня 1941 року село увійшло до волості (нім. Landgemeinde) Рихтичі окружного староства Дрогобич (нім. Kreishauptmannschaft Drohobycz) дистрикту Галичина Генерал-губернаторства для окупованих польських земель.
Дистрикт Галичина припинив своє існування наприкінці липня 1944 року, коли внаслідок Львівсько-Сандомирської операції, був ліквідований, а німецька окупація змінилася на радянську. 6 серпня 1944 року до адміністративного центру округи вступили радянські війська.
У 1946 р. поселення належало до Липовецької сільської ради Дрогобицького району Дрогобицької області. На той час село Вороблевичі входило у склад Меденицького району Дрогобицької області.
Станом на 1967 р. хутір вже був об'єднаний із селом Вороблевичі та належав до Вороблевицької сільської ради Дрогобицького району Львівської області. Найвірогідніше це сталось у період між 1959 та 1962 роками.
З 2020 р., після чергової адміністративно-територіальної реформи, присілок у складі села Вороблевичі увійшов до Вороблевицького старостинського округу Меденицької громади оновленого Дрогобицького району Львівщини.

## Назва
Це село обросло переказами, які торкаються його назви. За одним із них, де тепер село, місцеві люди ховалися від татар у липовому гаї. До того ж, і хати свої вони будували з липового дерева, бо його найбільше було в тутешніх околицях. За іншим переказом місцевий пан дуже полюбляв це дерево за його п'янкий запах та за лікувальні властивості. Тут красували погляд липові алеї, по яких проходжувалося ясновельможне панство, поправляло своє здоров'я та насолоджувалось духмяним запахом. Тут багато представників знатних родин, особливо жінки, лікувалися від сухот.
За версією науковиці Віри Котович, у назві поселення відображено гідронім, назву потоку Липовець, біля якого населений пункт було засновано.

## Церква
Добротна мурована церква Введення Пресвятої Богородиці в Храм до 1939 р. - частина вороблевицького маєтку графів Тарновських, яке згодом злилося з Вороблевичами. Біля будівлі привертає погляд гумно. Це колишній костел, збудований у 1891-1914 рр. за фінансової допомоги графа Тарновського, бо в селі проживало багато поляків. У 1947 р. вони виїхали до Польщі. На їх місце прибули українці з Польщі, виселені зі своїх земель пiд час акції "Bісла", і в костелі облаштували церкву, яка войовничими атеїстами в 1961 р. була закрита та використовувалася як колгосиний склад. У 1991 р. - до сторіччя початку побудови храму вона відновлена і використовується як церква. Реконструкцію зробив майстер Степан Iванішин. За пожертви громадян Ярослав та Михайло Кузики виготовили іконостас, а художники Й. тa I. Галянки розписали святиню. Нині у храмі Богослужіння проводить о. Степан Цебенко.
Біля храму стоїть дзвіниця, побудована у 2000 р. Під час Першої світової війни через село проходив фронт, йшли важкі ma затяжні бої, костел зазнав руйнувань, артилерійські снаряди поробили великі пробоїни. Під час відновлювальних робіт, з грошовою допомогою Яна Тарновського, обриси пробоїн виділені червоною цеглою, а кілька артилерійських гільз вмуровано у стіни. Це надало храмові особливого вигляду і своєрідного ореолу. Всередині храму милує око вітраж майстерної роботи. До церкви передано частину образів із вороблевицької мурованої церкви, зокрема, чудовий образ Матері Божої. На липовецькому цвинтарі видно надгробки із слідами пробоїн. Можливо, що це наслідки Першої та Другої свiтових воєн, проте старожили заперечили: на диво, під час війн ні один надгробок не зачеплено. Насправді це робота пiслявоєнних aтеїстів. Цвинтар засновано приблизно в 1906 р. 